# Sebastian Faust
Sebastian Faust, o più semplicemente Faust, è un personaggio immaginario, un supereroe dei fumetti della DC Comics, basato sulla falsariga del protagonista di una leggenda tedesca che vendette la sua anima al Diavolo. Fu introdotto nella serie a fumetti degli Outsiders del 1993.
Faust è il figlio del mago malvagio Felix Faust. La sua anima fu venduta da suo padre ad un demone di nome Nebiros in cambio di potere, ma questo demone lo ingannò e diede i poteri a suo figlio.
Faust possiede poteri magici di natura sconosciuta. In aggiunta al suo potere magico, possiede anche l'abilità di rubare le anime altrui, potendone assorbire le abilità e i poteri, come la ricarica della sua fonte di potere magico.
Faust utilizzò la sua magia per una miriade di scopi, inclusi la rigenerazione, la guarigione, la trasformazione della materia, il teletrasporto, la divinazione e la poli-trasformazione.

## Biografia del personaggio
Faust lavorò con gli Outsiders, aiutando la squadra quando si riformarono sotto la minaccia di un'invasione di vampiri nella Markovia. Quando la guardia del corpo del Tecnocrate, Charlie Wylde fu attaccato da un orso, Faust lo salvò fondendo la guardia de corpo e l'orso in un unico corpo. Tuttavia, il lato violento dell'orso prese il sopravvento, facendo strage di un numero considerevole di soldati Markoviani. Wylde entrò in combattimento contro la sua metà bestiale, che sconfitto finì in uno zoo, tormentato dalla sorella di Sebastian, Fauna.
Gli Outsiders furono in circolazione per un po', essendo stati incastrati dal capo dei vampiri, Roderick, per l'assassinio della traditrice Queen Ilona. Non si sapeva che Ilona tentò di uccidere gli Outsiders. Infine, i membri della squadra riuscirono a ripulire i propri nomi.
Nessuno dei membri degli Outsiders si fidava di Faust. Nonostante ciò, sviluppò una relazione romantica con l'innocente Halo. Presto, Felix, insieme a Fauna, attaccò la squadra, gettandoli in dimensioni diverse. Il gruppo soffrì diverse torture, e sopravvisse solo grazie alle flessibili leggi della realtà in queste dimensioni. Faust guidò, invece, un tentativo di fuga. Dopo che il team si sdciolse, Faust tentò di dedicarsi ad una carriera eroistica individuale.

## Day of Judgement
Durante gli eventi del crossover del 1999 Day of Judgement, Faust si unì agli altri personaggi magici dell'Universo DC per formare le Sentinelle della Magia. Gli abitanti dell'Inferno invasero la Terra, guidati da Asmodeo con il potere dello Spettro. Faust si unì con vari gruppi di supereroi, inclusi Atomo, Superman, Firestorm ed Enchantress. Viaggiarono fino allo stesso Inferno ed infine, alla Città di Dis, il centro di potere dell'Inferno, ne riaccesero il fuoco. Durante il viaggio, gli eroi furono intrappolati temporaneamente sotto il fiume Stige ora ghiacciato. Faust riuscì a salvare prima Enchantress, dato che egli non possedeva un'anima, e che quindi non poteva temere le torture delle acque del fiume.
All'interno della città, gli eroi scoprirono il demone Nebiros, che stette dietro la guardia del fuoco gelato. Nella battaglia, Faust liberò Blue Devil, le cui ossa furono apparentemente portate lì da un mercato misterioso. Nebiros fu ucciso, quando Firestorm cambiò l'acqua nel suo corpo in cemento. A quel punto, Faust riacquisì la sua anima.
Le forze combinate dei supereroi non furono sufficienti a riaccendere il fuoco infernale. Faust e la potente Enchantress capirono cosa c'era da fare. Faust uccise Enchantress, perdendo la sua anima, riaccendendo il fuoco e salvando la Terra, tutto in una volta.

## Battesimo nero
Faust ricomparve successivamente agli eventi di Black Baptism. Nel corso della storia, lavorò sia con che contro la Justice League, prima di liberare definitivamente le loro anime per fermare il potente stregone Hermes Trismegistus. Faust cominciò a capire che Blue Devil stava con lui, solo a causa della natura magica della sua rinascita. Non volendo rischiare l'incolumità di Blue Devil, Faust eliminò il loro collegamento magico rimettendo al suo posto l'ultimo osso dell'amico. Dopo le battaglie, Faust falsificò le morti sua e di suo padre. Blue Devil venne ucciso durante la battaglia contro Hermes, ma fu fatto rivivere.
Sebastian e Felix ripararono la propria relazione, ma fu sempre incrinata dal fatto che il primo è un eroe, mentre l'altro è un criminale.

## Checkmate
Sebbene Faust non compaia in Checkmate n. 17, Carl Draper affermò che vi fu inserito come consulente per alleggerire le difese magiche del quartier generale di Checkmate, il Castello, per aiutare a difenderlo. Nel n. 24 della serie, fu rivelato che Faust era uno dei "corvi" dell'organizzazione.